# Listă de compozitori de muzică cultă ai secolului XX
Această listă cuprinde compozitori de muzică cultă a cărori activitate creatoare s-a desfășurat în mare parte în secolul XX. Lista este ordonată după data nașterii compozitorului.
- Gustav Mahler (1860 - 1911)
- Claude Debussy (1862 - 1918)
- Charles Edward Ives (1874 - 1954)
- Arnold Schönberg (1874 - 1951)
- Maurice Ravel (1875 - 1937)
- Béla Bartók (1881 - 1945)
- George Enescu (1881 - 1955)
- Igor Stravinski (1882 - 1971)
- Edgard Varèse (1883 - 1965)
- Anton Webern (1883 - 1945)
- Alban Berg (1885 - 1935)
- Harry Partch (1901 - 1974)
- Aram Haciaturian (1903 - 1978)
- Karl Amadeus Hartmann (1905 - 1963)
- Dmitri Șostakovici (1906 - 1975)
- Olivier Messiaen (1908 - 1992)
- Elliott Carter (n. 1908)
- John Cage (1912 -1992)
- Bernd Alois Zimmermann (1918 - 1970)
- Bruno Maderna (1920 - 1973)
- György Ligeti (1923 - 2006)
- Klaus Huber (n. 1924)
- Luigi Nono (1924 - 1990)
- Pierre Boulez (n. 1925)
- Morton Feldman (1926 - 1987)
- György Kurtág (n. 1926)
- Karlheinz Stockhausen (1928 - 2007)
- Mauricio Kagel (n. 1931)
- Alfred Schnittke (1934 - 1998)
- Helmut Lachenmann (n. 1935)
- Heinz Hollinger (n. 1939)
- Glenn Branca (n. 1948)
- Rhys Chatham (n.1952)
- Wolfgang Rihm (n. 1952)
- Beat Furrer (n. 1954)